# 捨不得你
《捨不得你》是鄭秀文的一首粵語歌曲，作曲者為林慕德，作詞者為勞雙恩（國語版填詞人為丁曉雯）。這首歌曲收錄於鄭秀文1995年大碟《捨不得你》中。在樂壇頒獎禮上，鄭秀文憑這首歌曲奪得多個獎項，並躋身樂壇天后的行列。
而後該曲的國語版本再推出「'97全新柔情版」，收錄於鄭秀文1997年的國語大碟《為你等》。

## 獎項
- 1995年
  - 新城精選104《十大精選金心情歌》—捨不得你
  - 新城勁爆流行音樂頒獎禮《香港勁爆廣告歌曲：銅獎》—捨不得你
  - TVB十大勁歌金曲頒獎禮《十大勁歌金曲》—捨不得你
  - 香港電台十大中文金曲頒獎禮《十大中文金曲》—捨不得你
  - 商業電台叱咤樂壇《專業推介十大歌曲》—捨不得你

## 衍生單曲《捨不得你》

### 香港版
《捨不得你 (珍藏版)》是鄭秀文第一張個人3吋單曲，收錄了《捨不得你 (Unplugged Version)》及《迷城 (Black Cat City)》，當中《迷城 (Black Cat City)》從未收錄在其粵語大碟中。

#### 3"CD
| 曲序 | 曲名                         | 作曲 | 作詞 | 編曲 | 歌曲監製 | 附註 |
| 01   | 捨不得你 (Unplugged Version) |      |      |      |          |      |
| 02   | 迷城 (Black Cat City)        |      |      |      |          |      |

《捨不得你 (創造未來 Remix 版)》是鄭秀文第一張個人5吋混音單曲，收錄了全新灌錄的Remix版本外，還收錄了鄭秀文第一首國語歌曲《捨不得你(國語版)》，這首歌曲於當時台灣亦獲得不俗的點播率。

#### CD
| 曲序 | 曲名                              | 作曲 | 作詞 | 編曲 | 歌曲監製 | 附註 |
| 01   | 捨不得你 (Season's Mix)           |      |      |      |          |      |
| 02   | 捨不得你 (SC305 H.K. - L.A. Mix)  |      |      |      |          |      |
| 03   | 男仕今天你很好 (男仕製造Hard Mix) |      |      |      |          |      |
| 04   | 男仕今天你很好 (女仕製造Soft Mix) |      |      |      |          |      |
| 05   | 捨不得你 (國語版)                 |      |      |      |          |      |

### 台灣版
《捨不得你 (國語版)》是鄭秀文第一張在台灣推出的個人vhs單曲，收錄了鄭秀文第一首國語歌曲《捨不得你(國語版)》，這首歌曲於當時台灣亦獲得不俗的點播率。

#### vhs
| 曲序 | 曲名              | 作曲 | 作詞 | 編曲 | 歌曲監製 | 附註 |
| 01   | 捨不得你 (國語版) |      |      |      |          |      |
| 02   | 捨不得你          |      |      |      |          |      |

## 參看
- 鄭秀文
- 林慕德
- 1995年度叱咤樂壇流行榜頒獎典禮得獎名單
- 第十八屆十大中文金曲得獎名單
- 1995年度十大勁歌金曲得獎名單